# 하남우
하남우(1980년 ~ )는 대한민국의 배우이다.

## 출연작

### 영화
- 《우주의 크리스마스》 (2016년) - 은행직원 역

### 드라마
- 《홍천기》 (2021년, SBS) - 심정우 역
- 《작은 신의 아이들》 (2018년, OCN)

### 연극
- 《애정빙자 사기극》
- 《내 남자의 혈액형》
- 《라이어》
- 《뉴보잉보잉》
- 《미라클》
- 《뛰는 놈 위에 나는 놈》
- 《광수생각》
- 《해피소드》